# Billy Blue

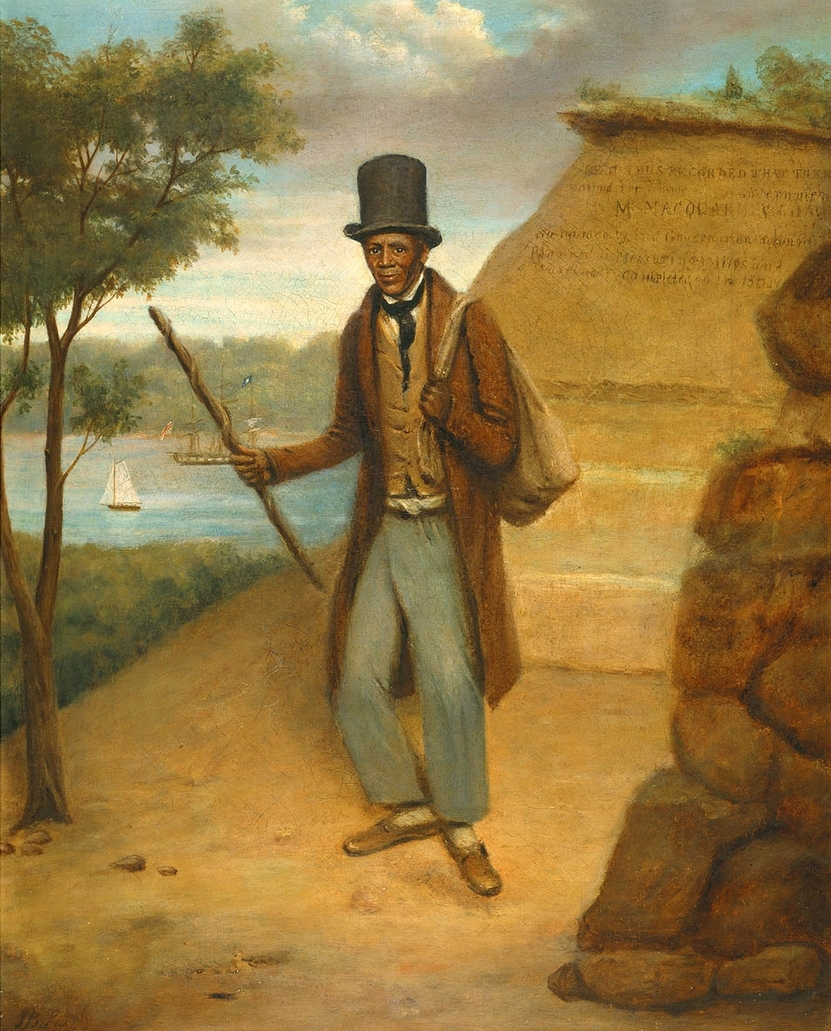
Porträt von Billy Blue (1834)

William „Billy“ Blue (* 1767 vermutlich in Jamaica in der englischen Provinz New York; † 7. Mai 1834 in North Sydney, New South Wales, Australien) war ein Afroamerikaner, der in die Sträflingskolonie Australien deportiert wurde. Er wird in Sydney zu den Originalen der frühen englischen Kolonialzeit gezählt.
Billy Blue war ein Sträfling und Siedler sowie der erste Fährmann und Gründer eines Fährunternehmens im Port Jackson.

## Frühe Jahre
Von Billy Blue wird angenommen, dass er in der damaligen britischen Kolonie New York als Sklave arbeiten musste. Nach seinen Angaben soll er auch am Amerikanischen Unabhängigkeitskrieg auf der Seite Englands teilgenommen haben.
Um das Jahr 1796 arbeitete er als Schokoladenmacher und Hafenarbeiter in England, Deptford, London. Als er am 4. Oktober 1796 wegen eines Diebstahls von Rohzucker in Maidstone zu sieben Jahren Gefängnis verurteilt wurde, verbüßte er die ersten vier Jahre auf einem Gefängnisschiff. Anschließend deportierte man ihn in die Sträflingskolonie Australien, wo er auf der Minorca am 14. Dezember 1801 in Port Jackson ankam. Bei seiner Ankunft in Australien hatte er noch etwas weniger als zwei Jahre zu verbüßen.
Am 27. April 1805 heiratete er die in England geborene Elizabeth Williams, die als Sträfling nach Australien deportiert worden war. Mit ihr hatte er drei Söhne und zwei Töchter.

## Leben am Port Jackson
Billy arbeitete als Fährmann im Port Jackson, sammelte aber auch Austern, die er wie auch andere Produkte verkaufte.
Im Verlauf der sogenannten Rum Rebellion, die im Jahr 1808 stattfand, unterzeichnete er eine Liste, die den Arrest des Gouverneurs William Bligh forderte. 1811 ernannte ihn Gouverneur Lachlan Macquarie zum Hafenmeister und Hafenpolizisten von Port Jackson.

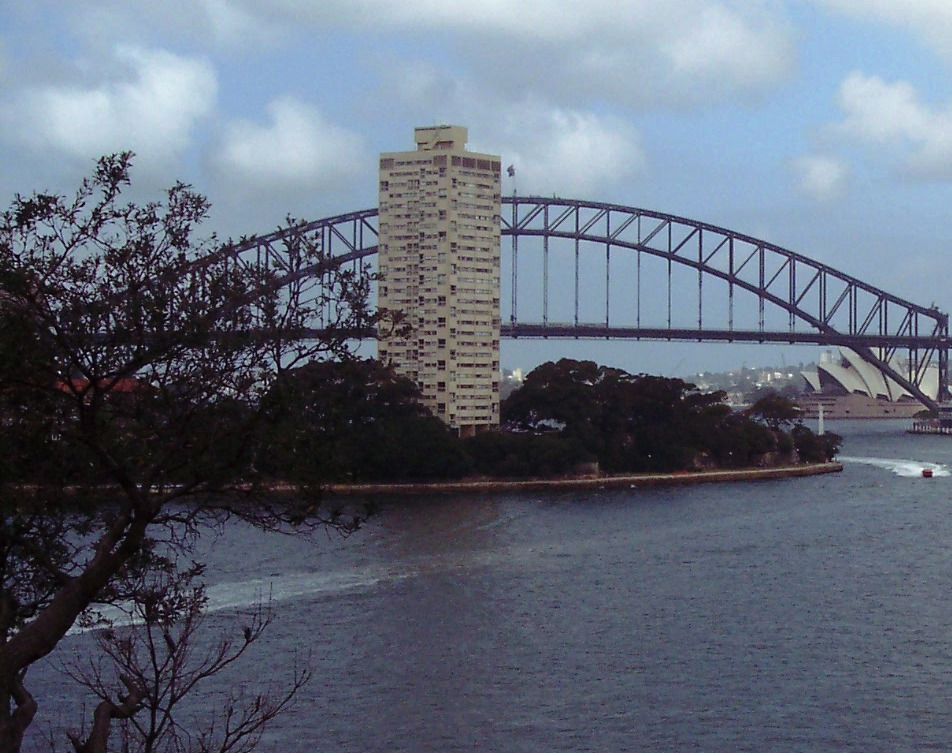
Das Hochhaus Blue’s Point Tower, errichtet auf dem Blue’s Point, dahinter ist die Sydney Harbour Bridge zu sehen.

Auf einer Anhöhe am Hafen durfte er ein großes Gebäude errichten, das bald als Billy Blue’s Villa bekannt wurde. Dieses historische Bauwerk musste vermutlich in den 1940er oder 1950er Jahren dem Bau neuer Gebäude weichen. In diesem Gebäude betrieb er auch einen Pub, den er Commodore Hotel nannte.
Dieses Gebäude sollte auf Weisung der Kolonialregierung anderen Zwecken im Hafen dienen. Zum Ausgleich hierfür wurde Billy Blue im Jahr 1817 32,4 Hektar Land zugesprochen. Dieses Land, das an der südlich gelegenen Landspitze der Nordküste von Port Jackson lag, wurde bald darauf Billy Blue’s Point genannt.
Billy Blue eröffnete im Hafen einen Fährbetrieb. Als Macquarie seine zahlreichen Boote im Hafen sah, nannte er ihn Commodore, daraufhin setzte sich in der Bevölkerung der Name The Old Commodore für ihn durch.
Billy Blue beteiligte sich auch am Schmuggel im Hafen, half Sträflingen bei ihrer Flucht und warf auf einen Jungen Steine, der daraufhin später gestorben sein soll. Wegen dieser Vorfälle kam es im Oktober 1818 zu einer Verurteilung zu einem Jahr Haft. Durch seine Verurteilung verlor auch seinen Arbeitsplatz im Hafen.
Im Jahr 1823 sollte ihm der Fährdienst, den er aufgebaut hatte, weggenommen werden. Jedoch setzte sich Gouverneur Thomas Brisbane für ihn ein und er durfte einen Fährbetrieb zwischen Parramatta und Hafen betreiben. Um 1833 hatte er ein Fährboot, kultivierte Gemüse und Obstbäume. Die Ernte seines Anbaus bot er auf dem Markt in Sydney an.

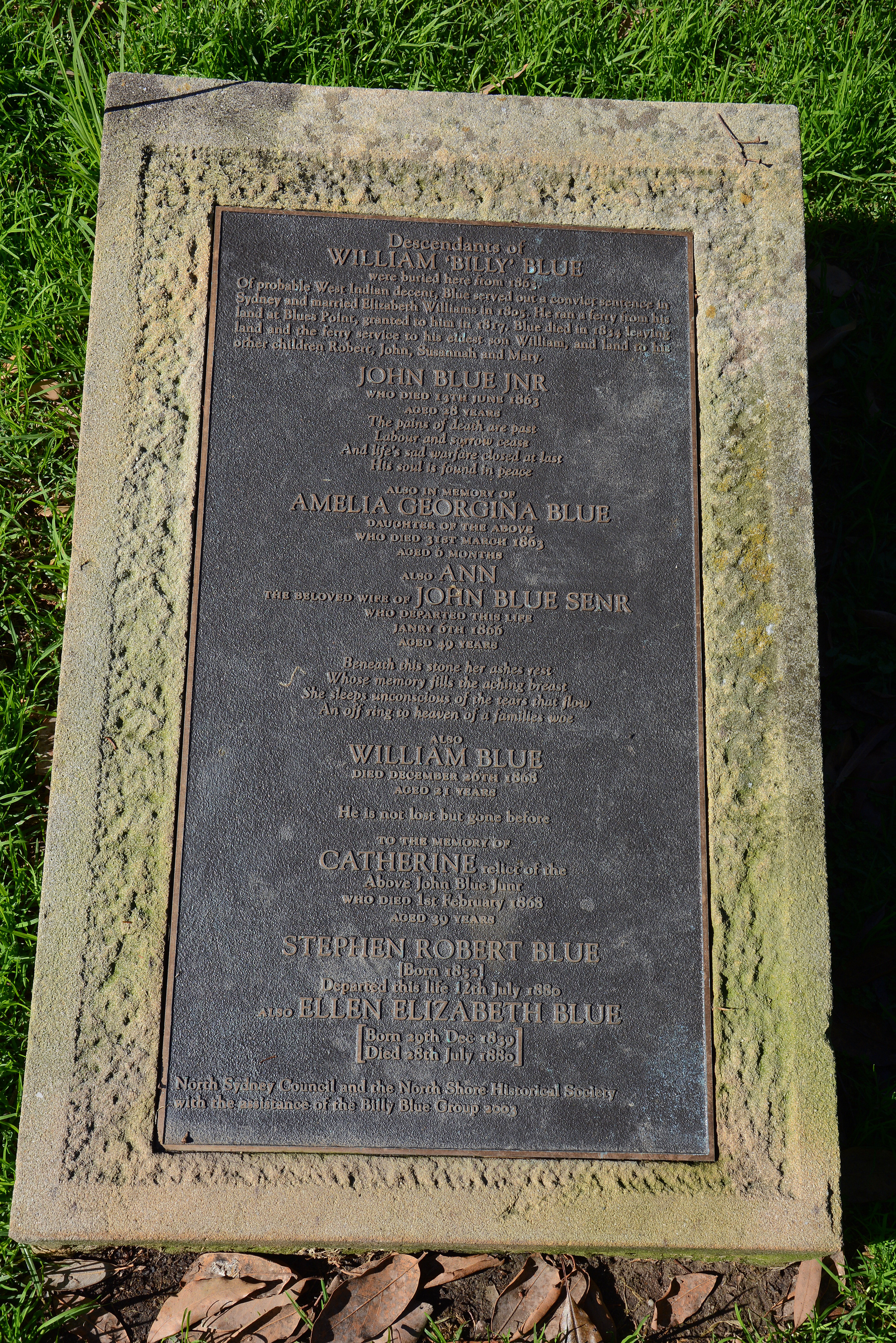
Gedenkstein mit Bronzeplakette von Billy Blue und seiner Familie

Seine Frau Elizabeth starb im Jahr 1824. Billy Blue starb im Jahr 1834, über sein Sterbealter gibt es unterschiedliche Angaben in der Literatur. An Billy Blue und seine Familie erinnert ein Gedenkstein mit Bronzeplakette im St Thomas Rest Park, Crows Nest in Sydney, der 2003 gesetzt wurde.

## Aussehen und Charakter
Billy Blue trug stets eine Bekleidung, die an eine Marineuniform erinnerte, ferner einen großen Hut. Bei der Bevölkerung und der Kolonialregierung war Billy Blue wegen seines schrulligen Auftretens bekannt und seines Humors beliebt. Er soll stets gut gelaunt und zu Späßen aufgelegt gewesen sein.

## Sonstiges
In der Mitchell Library in Sydney gibt es mehrere Porträts, die ihn abbilden. Darunter ist eine Darstellung von Charles Rodius, eine Lithografie von John Carmichael und ein Ölgemälde von J. B. East.

## Erinnerungen
Billy Blue wird verschiedentlich in der Literatur zu den Gründungsvätern Australiens und zum ersten Unternehmer Australiens gezählt. In Sydneys Hafen erinnert der Blues Point an ihn sowie die Blue Street, Blues Point Road und das Hochhaus Blues Point Tower in North Sydney. Ferner trägt das William Blue College of Design seinen Namen. Dieses private College hat seinen Sitz in Sydney und unterhält Niederlassungen in Melbourne, Brisbane und Perth.